# Ginnastica ai Giochi della XXXII Olimpiade - Corpo libero femminile
Il corpo libero femminile si è tenuto alle Olimpiadi di Tokyo 2020 si è svolta all'Ariake Gymnastics Centre il 25 luglio e il 2 agosto 2021. All'incirca 85 ginnaste da 53 nazioni hanno partecipato ai gironi di qualificazione.
La competizione è stata vinta dalla statunitense Jade Carey, che le vale la prima medaglia olimpica così come il terzo titolo olimpico consecutivo per gli Stati Uniti. Vanessa Ferrari ha guadagnato una storica medaglia d'argento, rappresentando la sua prima medaglia, la prima medaglia olimpica italiana in un evento femminile individuale e la seconda medaglia olimpica in generale per la ginnastica femminile italiana. La giapponese Mai Murakami e la russa Angelina Melnikova hanno concluso al terzo posto a pari merito, rappresentando rispettivamente la prima e la quarta medaglia olimpica per le atlete. Inoltre, anche la Murakami ha contribuito a vincere la prima medaglia olimpica individuale per la squadra di ginnastica femminile giapponese e la seconda in totale.

## Contesto
Il corpo libero femminile di Tokyo 2020 è stato la 19° comparsa dal suo debutto alle Olimpiadi di Helsinki 1952. La campionessa in carica da Rio de Janeiro 2016, la statunitense Simone Biles era la favorita per diventare la prima donna a difendere il suo titolo olimpico, e quindi ottenere due ori in due edizioni di fila, dai tempi di Nelli Kim che ci riuscì nel 1976 e nel 1980. Si è qualificata seconda alle finali, dietro a Vanessa Ferrari, dopo aver eseguito un'esibizione un po' sottotono rispetto ai suoi soliti standard. Il 31 luglio, a causa di forti stress psicologici, la Biles annuncia il suo ritiro dalla competizione del corpo libero individuale, appena dopo aver annunciato il suo ritiro dalla competizione a squadre e dal concorso individuale.

## Qualificazioni
Ogni Comitato olimpico nazionale può iscrivere fino a un massimo di 6 ginnaste qualificate: 4 per il concorso a squadre e 2 specialiste per gli eventi singoli, per via della regola dei passaporti "two per country" che consente l'accesso alla finale è soltanto a due atlete per nazione. Per la ginnastica artistica femminile sono dedicati un massimo di 98 posti.
Le 12 squadre in grado di qualificarsi possono far gareggiare alle Olimpiadi 4 ginnaste per il concorso a squadre, per un totale di 48 posti assegnati su 98. Le prime tre squadre a vincere i Campioni mondiali di ginnastica artistica del 2018 (Stati Uniti, Russia e Cina) hanno avuto diritto immediato alla qualificazione. Le restanti 9 squadre si sono qualificate in base al loro posizionamento ottenuto ai Campionati mondiali di ginnastica artistica del 2019 (Francia, Canada, Olanda, Gran Bretagna, Italia, Germania, Belgio, Giappone e Spagna).
I restanti 50 posti vengono assegnati individualmente. Ogni ginnasta può ottenere un solo posto, eccezione fatta per le atlete che possono candidarsi a ottenere un secondo posto assegnato in base al concorso individuale della Coppa del mondo del 2020 della FIG. Alcuni eventi individuali sono aperti ad atlete da Comitati olimpici nazionali con squadre qualificate, altri no. I posti vengono assegnati in base a diversi criteri, quali Campionati del mondo 2019, Coppa del mondo 2020, Campionati continentali, posto garantito per la nazione ospitante e un invito della Commissione tripartita.
Tutte le 98 ginnaste qualificate possono essere ammesse all'evento del corpo libero, ma non tutte partecipano agli eventi dei singoli attrezzi.
La pandemia di COVID-19 ha posticipato molti eventi in programma per le qualificazioni olimpiche. I Campionati mondiali del 2018 e del 2019 vennero organizzati senza alcun problema, ma molti eventi della Coppa del Mondo del 2020 sono stati posticipati al 2021.

## Format del concorso
Le prime 8 qualificate nella fase delle qualificazioni - nel limite di 2 atlete a nazione - avanzano alla finale. Il punteggio ottenuto in fase di qualificazione viene ignorato e conteggiato solo quello ottenuto nella performance finale al corpo libero.

## Programma
La competizione si è tenuta in due giorni, 25 luglio (qualificazioni) e 2 agosto (finali).
| Data                                                            | Ora   | Fase           | Suddivisione   |
| --------------------------------------------------------------- | ----- | -------------- | -------------- |
| 25 luglio                                                       | 10:00 | Qualificazioni | Suddivisione 1 |
| 25 luglio                                                       | 11:50 | Qualificazioni | Suddivisione 2 |
| 25 luglio                                                       | 15:10 | Qualificazioni | Suddivisione 3 |
| 25 luglio                                                       | 17:05 | Qualificazioni | Suddivisione 4 |
| 25 luglio                                                       | 20:20 | Qualificazioni | Suddivisione 5 |
| 2 agosto                                                        | 17:57 | Finale         | –              |
| Le ore sono espresse in base all'ora locale giapponese (UTC+9). |       |                |                |

## Risultati

### Qualificazioni
| Pos. | Ginnasta            | D Score | E Score | Pen.  | Totale | Qual. |
| ---- | ------------------- | ------- | ------- | ----- | ------ | ----- |
| 1    | Vanessa Ferrari     | 5.9     | 8.266   |       | 14.166 | Q     |
| 2    | Simone Biles        | 6.7     | 7.733   | 0.300 | 14.133 | Q RIT |
| 3    | Jade Carey          | 6.2     | 7.900   |       | 14.100 | Q     |
| 4    | Rebeca Andrade      | 5.7     | 8.366   |       | 14.066 | Q     |
| 5    | Jessica Gadirova    | 5.5     | 8.533   |       | 14.033 | Q     |
| 6    | Viktorija Listunova | 5.6     | 8.400   |       | 14.000 | Q     |
| 7    | Angelina Mel'nikova | 5.8     | 8.200   |       | 14.000 | Q     |
| 8    | Mai Murakami        | 5.8     | 8.133   |       | 13.933 | Q     |
| 9    | Jennifer Gadirova   | 5.4     | 8.400   |       | 13.800 | Q     |
| 10   | Vladislava Urazova  | 5.3     | 8.333   |       | 13.633 | —     |
| 11   | Lilija Achaimova    | 5.8     | 7.833   |       | 13.633 | —     |
| 12   | Nina Derwael        | 5.0     | 8.566   |       | 13.566 | R2    |
| 13   | Jordan Chiles       | 5.9     | 7.666   |       | 13.566 | —     |
| 14   | MyKayla Skinner     | 6.0     | 7.566   |       | 13.566 | —     |
| 15   | Brooklyn Moors      | 5.1     | 8.433   |       | 13.533 | R3    |

### Finale
| Pos.    | Ginnasta            | D Score | E Score | Pen.  | Totale |
| ------- | ------------------- | ------- | ------- | ----- | ------ |
| Oro     | Jade Carey          | 6.300   | 8.066   | —     | 14.366 |
| Argento | Vanessa Ferrari     | 5.900   | 8.300   | —     | 14.200 |
| Bronzo  | Mai Murakami        | 5.900   | 8.266   | —     | 14.166 |
| Bronzo  | Angelina Mel'nikova | 5.900   | 8.266   | —     | 14.166 |
| 5       | Rebeca Andrade      | 5.900   | 8.233   | 0.100 | 14.033 |
| 6       | Jessica Gadirova    | 5.600   | 8.400   | —     | 14.000 |
| 7       | Jennifer Gadirova   | 5.100   | 8.133   | —     | 13.233 |
| 8       | Viktorija Listunova | 5.200   | 7.300   | 0.100 | 12.400 |